# Macroperipatus insularis
Macroperipatus insularis är en klomaskart som beskrevs av Clark 1937. Macroperipatus insularis ingår i släktet Macroperipatus och familjen Peripatidae. IUCN kategoriserar arten globalt som starkt hotad.

## Underarter
Arten delas in i följande underarter:
- M. i. insularis
- M. i. clarki